# Cáng lò
Cáng lò (danh pháp khoa học: Betula alnoides) là một loài thực vật có hoa trong họ Betulaceae. Loài này được Buch.-Ham. ex D.Don mô tả khoa học đầu tiên năm 1825. Cây gỗ nhỏ, thân có mùi thơm, vỏ thân láng trắng. Lá có phiến hình trái xoan, đầu lá nhọn, đuôi lá tròn hoặc hơi tim. Phiến lá dài 8–14 cm, rộng 4–6 cm. Mép lá có răng cưa nhọn. Hệ gân lá hình lông chim có 8-10 cặp gân phụ. Phiến lá khi khô có màu nâu đỏ. Quả nhỏ, hình bầu dục hoặc tròn, có cánh. Sinh thái phân bổ ở rừng có độ cao trên 1.000m.